# Palazzo Serafini
Il palazzo Serafini è sito in piazza Madonna del Lago 3 nel quartiere denominato La Codacchiola a Scanno (AQ).

## Storia

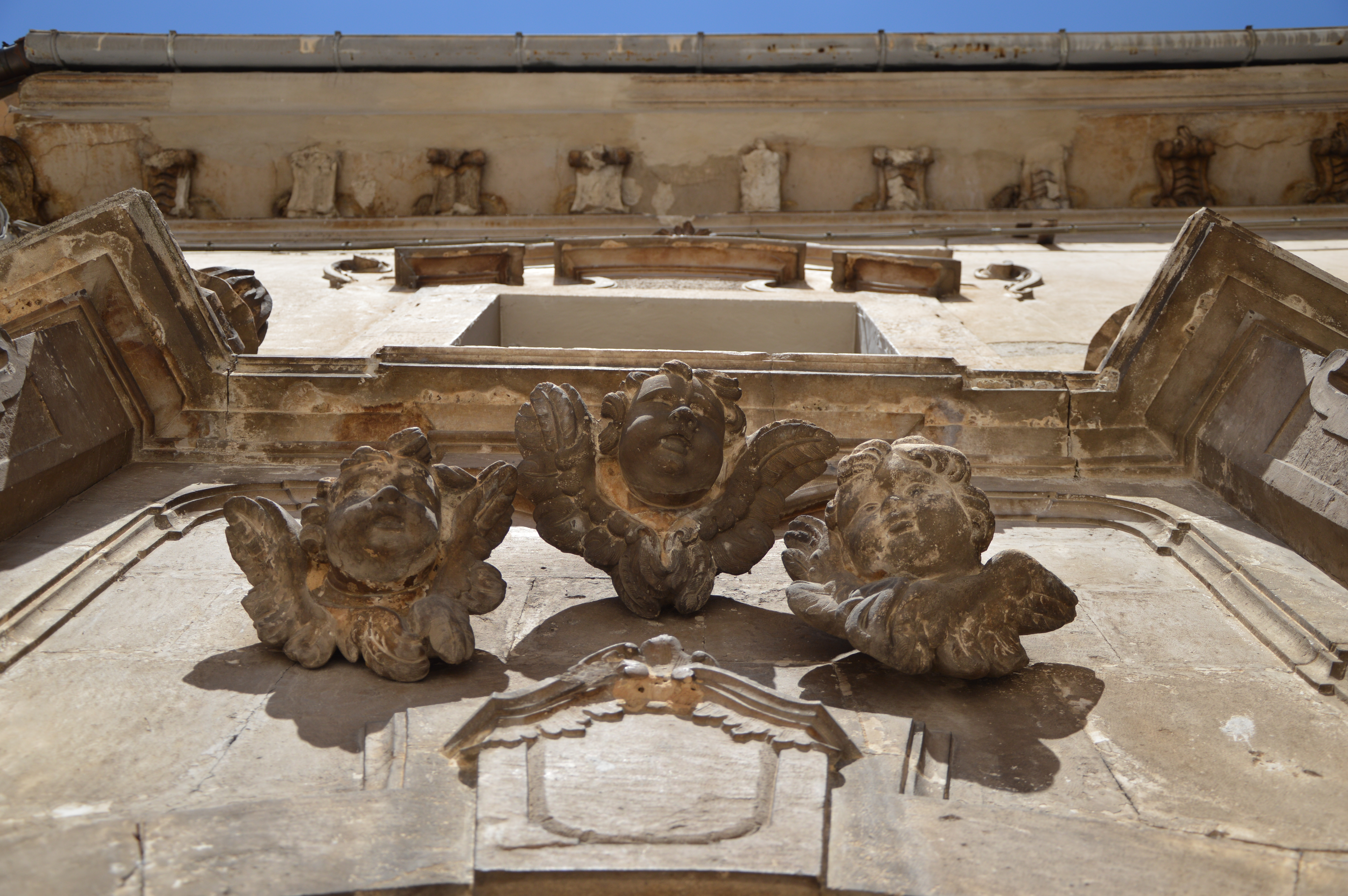
Decorazioni con teste di serafini sopra il portale del palazzo Serafini

La famiglia Serafini è di origine francese, anzi franca, il capostipite essendo uno dei cavalieri fedeli dell'imperatore Carlo Magno, al quale venne affidata una marca, cioè un piccolo feudo vicino alle zone di confine con funzione di difesa dai nemici esterni, sito nella regione ancor oggi denominata Marche e che allora faceva riferimento gerarchico al Ducato ex longobardo di Spoleto, che comprendeva all'incirca le attuali regioni Marche ed Abruzzo, il pericolo principale essendo allora i pirati saraceni che venivano dal mare a saccheggiare le coste adriatiche, spingendosi anche nell'interno. Nei secoli i vari rami della famiglia si sono diffusi in tutto il centro Italia, portando sempre il titolo di marchesi, ma a volte anche nessun titolo, spingendosi anche al Nord, a Piacenza, a Venezia, in Trentino ed anche in Piemonte, se il casato, il titolo e lo stemma (sempre con i tre angioletti con stelle su sfondo azzurro, ma con diverse piccole varianti) risultano dall'Albo d'oro della nobiltà sabauda e cisalpina. Questo palazzo è stato edificato molto probabilmente tra il XVII ed il XVIII secolo. La pianta originaria del locale è andata perduta per via di frazionamento a privati.

## Struttura
La parte retro del palazzo ha sostituito le mura cittadine nel tratto presso tali mura oggi adibito a parcheggio pubblico.
L'elemento di spicco della facciata è un portale in pietra sovrastato da una finestra rettangolare ed inclusa entro un timpano barocco.

Sul concio di volta del portale è lo stemma della famiglia Serafini, rappresentato da un altorilievo di 3 puttini, verosimilmente 3 angioletti serafini, che richiamano lo stemma tradizionale della famiglia.

Le paraste laterali del portone terminano a livello della finestra direttamente superiore con delle sculture di fiaccole in pietra, prima di queste ultime sono ruotate mediante delle pseudo-volute sempre in pietra.
L'androne interno è ancora pavimentato con dei ciottoli di fiume detti localmente pellente, mentre le contrafforti sono in pietra squadrata e rastremati.
Il lato opposto a quello d'ingresso è a 4 livelli terminanti in alto mediante un cornicione ottocentesco con arcate laterali di rafforzamento decorate da una balaustra in pietra (del 1876).

## Fonti

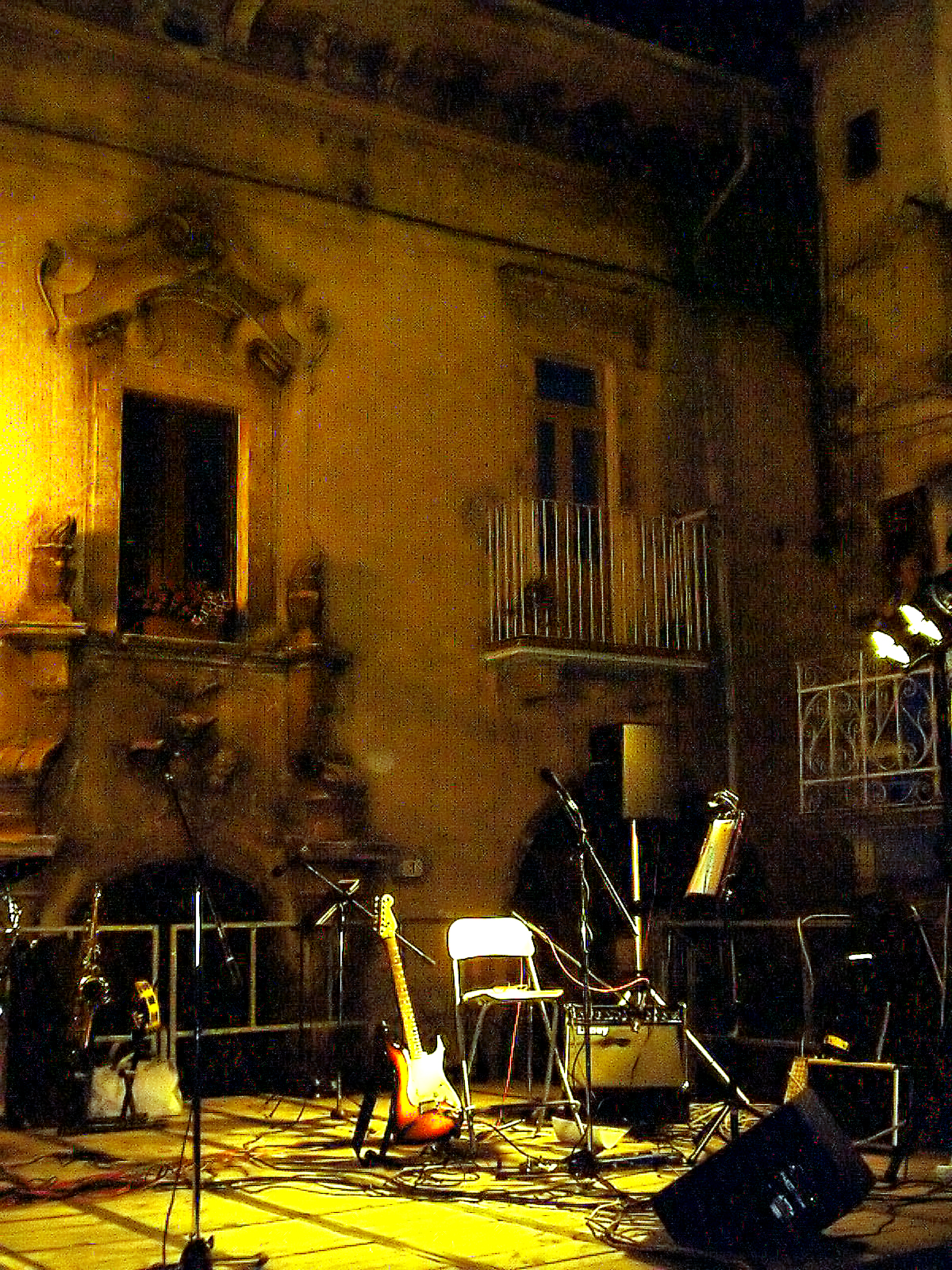
Il palazzo Serafini di notte con, davanti, un palco

- Info sul sito ufficiale del comune di Scanno, su scanno.org. URL consultato il 28 novembre 2007 (archiviato dall'url originale il 9 ottobre 2010).
- Raffaele Giannantonio, paragrafo Palazzo Serafini nel capitolo L'architettura civile in Scanno Guida storico-artistica alla città e dintorni, pagg. 58-60, Carsa Edizioni (2001), Pescara ISBN 88-501-0008-6